# Pierre de Coninck de Merckem
Pour les articles homonymes, voir De Coninck.
Pierre Hélie Flore Théodore Marie de Coninck de Merckem, né le 17 février 1882 à Merkem et y décédé le 13 juillet 1963 fut un homme politique belge catholique. 
Il fut commissaire d'arrondissement.

## Mandats
- Conseiller provincial de la province de Flandre-Occidentale
- Conseiller communal de Merkem
- Bourgmestre de Merkem : 1907-1963
- Sénateur de l'arrondissement Furnes-Dixmude-Ostende : 1925-1929

## Généalogie
- Il fut fils de Charles (1836-1896) et Pauline de Bourdeille (1858-1938).
- Il épousa en 1913 Marie-Henriette Fraeijs de Veubeke (1888-1980).

## Sources
- Bio sur ODIS